# Molochrus viridicollis
Molochrus viridicollis är en skalbaggsart som beskrevs av Heller 1924. Molochrus viridicollis ingår i släktet Molochrus och familjen långhorningar. Inga underarter finns listade i Catalogue of Life.